# Aéroport Mejametalana
L'aéroport Mejametalana, anciennement aéroport Leabua Jonathan (code OACI : FXMU) est une base aérienne militaire desservant la ville de Maseru, capitale du Lesotho en Afrique. Avant l'ouverture de l'aéroport Moshoeshoe I, il avait un usage civil et desservait des lignes internationales.
La route rejoignant l'aéroport Mejametalana et le Palais Royal, a été longtemps la seule route en asphalte du Lesotho.

## Situation
| \| 50 km1:5 575 000 \| Moshoeshoe I Mokhotlong Mejametalana Qacha's Nek Semonkong |
| 50 km1:5 575 000                                                                  |